# Olympische Sommerspiele 1968/Teilnehmer (Sambia)
| Gelbes Symbol für Goldmedaillen mit stilisierten Olympischen Ringen | Graues Symbol für Silbermedaillen mit stilisierten Olympischen Ringen | Braundes Symbol für Bronzemedaillen mit stilisierten Olympischen Ringen |
| ------------------------------------------------------------------- | --------------------------------------------------------------------- | ----------------------------------------------------------------------- |
| —                                                                   | —                                                                     | —                                                                       |

Sambia nahm an den Olympischen Sommerspielen 1968 im mexikanischen Mexiko-Stadt mit einer Delegation von sieben männlichen Sportlern an fünf Wettbewerben in zwei Sportarten teil. Jüngster Teilnehmer war der Boxer David Nata (17 Jahre und 210 Tage), ältester Teilnehmer der Marathonläufer Douglas Zinkala (24 Jahre und 98 Tage).
Es war die zweite Teilnahme Sambias an Olympischen Sommerspielen.

## Teilnehmer nach Sportarten

### Boxen
- Julius Luipa
  - Weltergewicht

Rang neun
Runde eins: Freilos
Runde zwei: Sieg nach Punkten gegen Rabah Labiod aus Algerien (4:1 Runden, 296:292 Punkte – 59:58, 59:59 (Runde verloren), 59:58, 59:58, 60:59)
Runde drei: Niederlage durch technischen KO in der zweiten Runde gegen Joseph Bessala aus Kamerun

- Godfrey Mwamba
  - Bantamgewicht

Rang 33
Runde eins: Niederlage durch technischen KO in der zweiten Runde gegen Nikola Sawow aus Bulgarien

- Kenny Mwansa
  - Fliegengewicht

Rang neun
Runde eins: Sieg nach Punkten gegen Rodolfo Díaz von den Philippinen (4:1 Runden, 295:284 Punkte – 59:57, 60:56, 59:55, 58:59, 59:57)
Runde zwei: Punktniederlage gegen Nikolai Nowikow aus der Sowjetunion (1:4 Runden, 291:297 Punkte – 60:57, 58:60, 59:60, 57:60, 57:60)

- David Nata
  - Halbfliegengewicht

Rang 17
Runde eins: Punktniederlage gegen Tahar Aziz aus Marokko (1:4 Runden, 287:292 Punkte – 60:58, 57:58, 57:58, 57:58, 56:60)

### Leichtathletik
Marathon
- Godwin Kalimbwe
Finale: 2:45:26,8 h, Rang 40
- Enoch Muemba
Finale: 3:06:16,0 h, Rang 56
- Douglas Zinkala
Finale: 2:42:51,0 h, Rang 35